# Padang Panjang

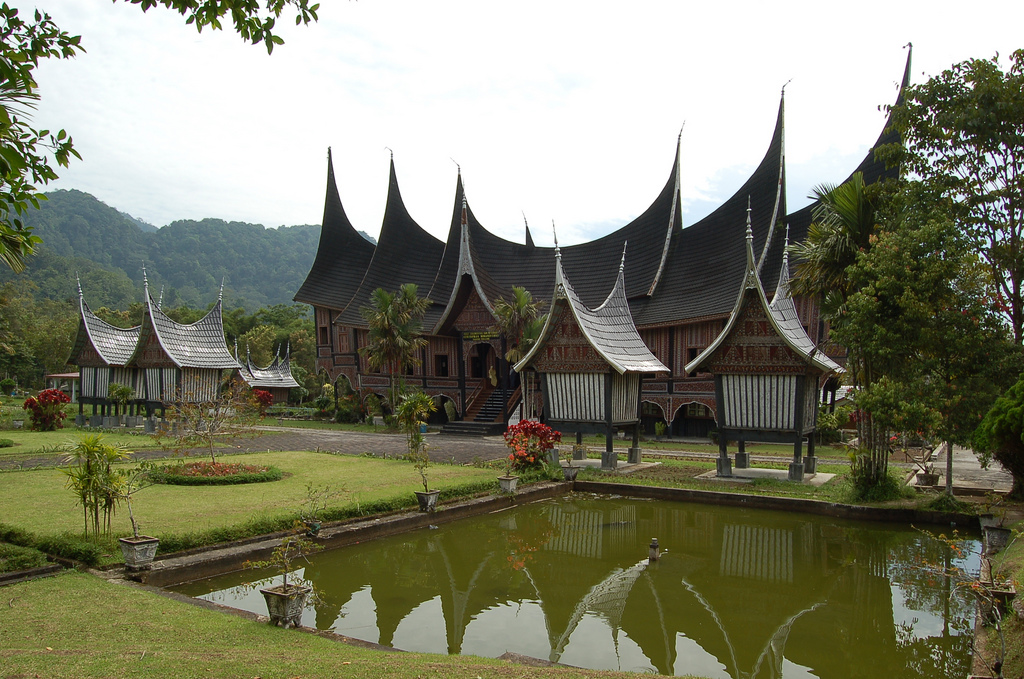
De Rumah Gadang te Padang Panjang

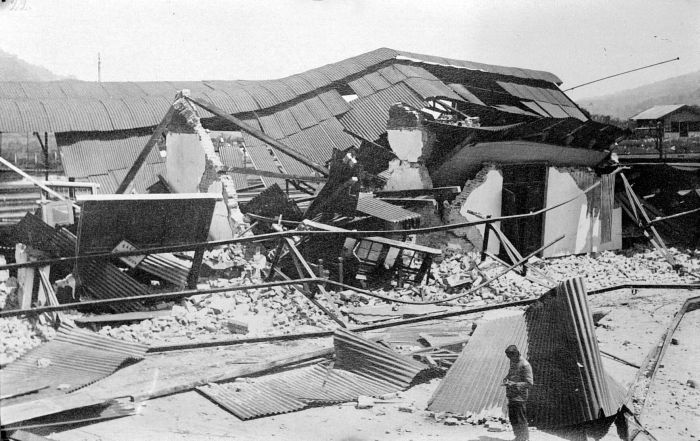
Verwoestingen achter het station te Padang Panjang na de aardbeving van 1926.

Padang Panjang (ook wel Padangpanjang, oude spelwijze Padangpandjang) is een stad (kota otonom, vroeger kotamadya) in de hooglanden van de provincie West-Sumatra, Indonesië. Padang Panjang ligt weliswaar in het regentschap Tanah Datar maar heeft een eigen bestuur.
Padang Panjang is onderverdeeld in twee onderdistricten (kecamatan):
- Padang Panjang Timur
- Padang Panjang Barat

Het stadje Padang Panjang (letterlijk lang veld, de stad is inderdaad langgerekt) is de hoofdstad van deze gemeente. De gemeente en stad liggen op het plateau tussen de twee vulkanen Marapi en Singgalang (Minangkabaus: Gunuang Marapi en Gunuang Singgalang).
De gemeente heeft een oppervlakte van 23 km² en heeft ongeveer 45.000 inwoners.
De stad heeft een bekend conservatorium voor uitvoerende kunsten (Sekolah Tinggi Seni Indonesia - Padang Panjang (STSI), "Hogeschool voor Indonesische Kunsten - Padang Panjang").
De belangrijkste weg door het stadje verbindt de kuststad Padang met de in de hooglanden gelegen stad Bukittinggi.

## Geboren
- Maur Neumann van Padang (1894-1986), Nederlands vulkanoloog
- Soetan Sjahrir (1909-1966), premier van Indonesië (1945-1947)